# Grabostów (powiat piotrkowski)
Grabostów – wieś w Polsce położona w województwie łódzkim, w powiecie piotrkowskim, w gminie Gorzkowice.
W latach 1975–1998 miejscowość należała administracyjnie do województwa piotrkowskiego.
Miejscowość należy do sołectwa Grabostów.

## Historia
Mówi się, że nazwa miejscowości pochodzi od grabów, które w odległych czasach w znacznej liczbie rosły na jej terenie.

## Przedsiębiorstwa
W miejscowości znajduje się sala bankietowa oraz piekarnia.